# Успение Богородично (Сал ага)
„Успение Богородично“ (на гръцки: Ιερός Ναός Κοιμήσεως της Θεοτόκου) е православна църква в сярското село Сал ага (Моновриси), Егейска Македония, Гърция, енорийски храм на Сярската и Нигритска епархия на Вселенската патриаршия.

## История
Църквата е построена в центъра на селото в 1985 година и е осветена на 14 май 2006 година от митрополит Теолог Серски и Нигритски. В архитектурно отношение е трикорабна базилика с купол. Към енорията принадлежат и църквите „Успение Богородично“ и „Свети Спиридон“.